# Ergatogyne
Als Ergatogyne (griechisch ergatos „Arbeiter“, gyne „Frau“) bezeichnet man bei den Ameisen ergatomorphe und intermorphe Weibchen, die reproduktiv tätig sind, und somit die Funktion der Königin innehaben. Solche Formen kommen hauptsächlich in sozialparasitischen (z. B. Formicoxenus, Harpagoxenus, Plagiolepis), aber auch in einigen selbständig lebenden Ameisengattungen (Leptothorax, Monomorium, Leptomyrmex, Aphaenogaster phalangium, Blepharidatta brasiliensis) vor.
Ergatogynen entwickeln sich vor allem in primitiven Ameisenarten, die während der Koloniegründung außerhalb des Nests nach Nahrung suchen.
Viele Arten in Neukaledonien, einer alten, sehr isolierten Insel, besitzen Ergatogynen. Deren Flugunfähigkeit ähnelt der vieler Vögel und Insekten auf ozeanischen Inseln.